# Newark (Wisconsin)
Newark – miasto w Stanach Zjednoczonych, w stanie Wisconsin, w hrabstwie Rock.